# Lysimachia ohsumiensis
Lysimachia ohsumiensis är en viveväxtart som beskrevs av Kanesuke Hara. Lysimachia ohsumiensis ingår i släktet lysingar, och familjen viveväxter. Inga underarter finns listade i Catalogue of Life.